# Берутов
Беру̀тов или Беру̀тув (на полски: Bierutów; на немски: Bernstadt in Schlesien) е град в Югозападна Полша, Долносилезко войводство, Олешнишки окръг. Административен център е на градско-селската Берутовска община. Заема площ от 8,36
км2.

## Етимология и история на името
Селището се споменава за пръв път в писмен източник през 1288 г. като Beroldesstat. Названието произхожда от немското личното име Berold (на полски: Bierut). Полското названието Bierutów се споменава за пръв път през XVI век. На 12 ноември 1946 г. градът е преименуван от Бернщат ин Шлезин на Берутов.

## География
Градът е разположен в източната част на войводството, на 45 км източно от войводския център Вроцлав, на 16 км югоизточно от окръжния център Олешница, на 14 км северозападно от Намислов, на 35 км северно от Бжег и на 50 км югозападно от Кемпно.

## История
Към 1880 г. Берутов е част от Олешнишкото херцогство. Има три предградия, крепостна стена с четири порти и железопътна гара на линията Олешница-Ключборк. Ежегодно се провеждат четири панаирa. Населението му е съставено основно от протестанти, като съществува и католическа енория, възстановена през 1545 г.

## Население
Според данни от полската Централна статистическа служба, към 31 декември 2015 г. населението на града възлиза на 4 973 души. Гъстотата е 595 души/км2.